# Comitê Gestor da Internet no Brasil
O Comitê Gestor da Internet no Brasil (CGI.br) é uma estrutura multissetorial responsável por coordenar e integrar as iniciativas relacionadas ao uso e funcionamento da Internet no Brasil. Foi criado pela Portaria Interministerial nº 147, de 31 de maio de 1995 e desde a edição do Decreto Federal nº 4.829, de 3 de setembro de 2003, suas atividades envolvem, entre outras questões, o estabelecimento de diretrizes estratégicas e técnicas sobre o funcionamento da Internet, execução do registro de nomes de domínio, alocação de endereços IP e administração do domínio nacional de nível superior (ccTLD) ".br". Desde 2005, a partir da Resolução nº 001, de 21 de outubro de 2005, seu braço executivo é o Núcleo de Informação e Coordenação do Ponto BR (NIC.br).

## Histórico

### Origem
Em maio de 1995 o Ministério das Comunicações (MC) e o Ministério da Ciência e Tecnologia (MCT) publicaram Nota Conjunta no qual afirmaram que, para tornar efetiva a participação da sociedade nas decisões envolvendo a implantação, administração e uso da Internet, seria constituído um Comitê Gestor da Internet, que contaria com a participação do MC e MCT, de entidades operadoras e gestoras de espinhas dorsais, de representantes de provedores de acesso ou de informações, de representantes de usuários, e da comunidade acadêmica. Na ocasião, são descritas como atribuições principais do Comitê Gestor: a) fomentar o desenvolvimento de serviços de Internet no Brasil; b) recomendar padrões e procedimentos técnicos e operacionais para a Internet no Brasil; c) coordenar a atribuição de endereços de Internet, o registro de nomes de domínio, e a interconexão de espinhas dorsais; d) coletar, organizar e disseminar informações sobre os serviços Internet.
O Comitê Gestor foi criado pela Portaria Interministerial nº 147, de 31 de maio de 1995. Seus integrantes foram nomeados pela Portaria Interministerial nº 183, de 3 de julho de 1995, sofrendo alterações através das Portarias subsequentes.
No dia 4 de setembro de 2003, foi publicado no Diário Oficial da União o Decreto Federal nº 4.829, de 3 de setembro de 2003, que estabelece as normas de funcionamento e atribuições do Comitê Gestor da Internet no Brasil. O decreto foi posteriormente regulamentado em alguns pontos por portarias interministeriais subsequentes.

## Atribuições
Originalmente, as atribuições do CGI.br estavam descritas na Portaria Interministerial nº 147, de 31 de maio de 1995. Entretanto, com o desenvolvimento e expansão da internet no Brasil, a Presidência da República editou o Decreto Federal nº 4.829, de 3 de setembro de 2003, nos quais são conferidas as seguintes atribuições ao CGI.br:
- I - estabelecer diretrizes estratégicas relacionadas ao uso e desenvolvimento da Internet no Brasil;
- II - estabelecer diretrizes para a organização das relações entre o Governo e a sociedade, na execução do registro de Nomes de domínio, na alocação de endereço IP (Internet Protocol) e na administração pertinente ao Domínio de Primeiro Nível (ccTLD - country code Top Level Domain), ".br", no interesse do desenvolvimento da Internet no País;
- III - propor programas de pesquisa e desenvolvimento relacionados à Internet, que permitam a manutenção do nível de qualidade técnica e inovação no uso, bem como estimular a sua disseminação em todo o território nacional, buscando oportunidades constantes de agregação de valor aos bens e serviços a ela vinculados;
- IV - promover estudos e recomendar procedimentos, normas e padrões técnicos e operacionais, para a segurança das redes e serviços de Internet, bem assim para a sua crescente e adequada utilização pela sociedade;
- V - articular as ações relativas à proposição de normas e procedimentos relativos à regulamentação das atividades inerentes à Internet;
- VI - ser representado nos fóruns técnicos nacionais e internacionais relativos à Internet;
- VII - adotar os procedimentos administrativos e operacionais necessários para que a gestão da Internet no Brasil se dê segundo os padrões internacionais aceitos pelos órgãos de cúpula da Internet, podendo, para tanto, celebrar acordo, convênio, ajuste ou instrumento congênere;
- VIII - deliberar sobre quaisquer questões a ele encaminhadas, relativamente aos serviços de Internet no País; e
- IX - aprovar o seu regimento interno.

Posteriormente, a Lei Federal nº 12.965, de 23 de abril de 2014, conhecida como Marco Civil da Internet (MCI), conferiu ao CGI.br em seu art. 9º, §1º a prerrogativa de ser ouvido, conjuntamente com a Agência Nacional de Telecomunicações (Anatel), em casos de discriminação ou degradação de tráfego de pacotes de dados. Além disso, de acordo com o art. 24, inciso I do MCI, o CGI.br deve participar da promoção da racionalização da gestão, expansão e uso da internet.
Por sua vez, o Decreto Federal nº 8.771, de 11 de maio de 2016, ao regulamentar o MCI, conferiu ao colegiado em seu art. 5º, §2º a competência de estabelecer diretrizes técnicas para a prestação adequada de serviços e aplicações na internet com o objetivo de manter sua estabilidade, segurança, integridade e funcionalidade. Essa função é reforçada no art. 6º desta mesma norma, o qual reitera a necessidade de observância das diretrizes estabelecidas pelo CGI.br para a adequada prestação de serviços e aplicações na Internet. Ainda, o art. 13 do regulamento do MCI, ao tratar sobre padrões de segurança e sigilo de registros, dados pessoais e comunicações privadas, refere em seu §1º que cabe ao CGI.br promover estudos e recomendar procedimentos, normas e padrões técnicos e operacionais sobre o tema, de acordo com as especificidades e o porte dos provedores de conexão e de aplicação. Por fim, o art. 20 do decreto em questão impõe à administração pública federal a necessidade de considerar as diretrizes do CGI.br quando da análise de questões relacionadas à sua aplicação.
Além das atribuições relacionadas à governança da Internet no Brasil, desde a edição do Decreto Federal nº 6.973, de 7 de outubro de 2009, o CGI.br pode indicar um representante para integrar o plenário do Conselho Nacional de Política Cultural na condição de conselheiro convidado, sem direito a voto.

## Funcionamento
Enquanto colegiado, o Plenário do CGI.br se reúne periodicamente, geralmente uma vez por mês, em sua sede em São Paulo/SP. As discussões realizadas no colegiado são registradas em ata, as quais ficam sujeitas à confirmação e autorização de divulgação na reunião seguinte. Além do Plenário, composto pelos membros titulares e eventuais suplentes, o CGI.br também possui Grupos de Trabalho e Câmaras de Consultoria, os quais possuem a finalidade de abordar questões temáticas específicas. No que tange às Câmaras de Consultoria, sua composição não é restrita a conselheiros do CGI.br.
No exercício de suas atribuições, o CGI.br expede resoluções e notas técnicas relacionadas a questões vinculadas ao funcionamento e governança da Internet. Além disso, promove e patrocina eventos temáticos realizados no Brasil e no exterior.

### Coordenação
De acordo com o Decreto Federal nº 4.829, de 3 de setembro de 2003, compete ao representante do Ministério da Ciência e Tecnologia no CGI.br o exercício das funções de coordenação do colegiado. Atualmente, em razão da Lei Federal nº 13.502, de 1º de novembro de 2017, a indicação do representante compete ao Ministério da Ciência, Tecnologia, Inovação e Comunicações (MCTIC). No âmbito do MCTIC, compete à Secretaria de Política de Informática (SEPIN) exercer a coordenação do CGI.br com o suporte do Departamento de Políticas Setoriais em Tecnologia da Informação e Comunicações.
De acordo com o Regimento Interno do CGI.br, compete ao coordenador presidir e organizar os trabalhos das reuniões do colegiado, bem como divulgar, publicizar  e tomar as providências necessárias para implementar as suas decisões.  O Regimento Interno também confere atribuição para, em assuntos urgentes, tomar decisões sob referendo do Plenário. Por fim, o coordenador também representa institucionalmente o CGI.br.

## Composição, indicação e mandatos
Desde que foi criado em 1995 pela Portaria Interministerial nº 147, o CGI.br sofreu sucessivas mudanças em sua composição até a estrutura atual delineada em 2003 pelo Decreto Federal nº 4.829. Segue abaixo uma descrição resumida destas modificações.

### Evolução Histórica
Quando foi criado pela Portaria Interministerial nº 147, de 31 de maio de 1995, o CGI.br possuía 9 membros, todos com mandato de dois anos. Na ocasião, os membros eram compostos por representantes do Ministério da Ciência e Tecnologia, Ministério das Comunicações, Sistema Telebrás, Conselho Nacional de Desenvolvimento Científico e Tecnológico (CNPq), Rede Nacional de Pesquisa (RNP), comunidade acadêmica, provedores de serviços, comunidade empresarial e comunidade de usuários de internet. Posteriormente, a Portaria Interministerial nº 391, de 07 de agosto de 1997 alterou a composição do colegiado, extinguindo a representação da RNP e da comunidade de usuários da internet e as substituiu por uma representação para a comunidade de serviços de internet e uma vaga para um especialista em redes.
Em 1999, a Portaria Interministerial 188, de 23 de novembro,  modificou mais uma vez a estrutura do colegiado, ampliando o número de assentos do colegiado de 9 para 12 representações. Nesta ocasião, os representantes no CGI.br passaram a ser: I) MCT; II) MC; III) Ministério do Desenvolvimento, Indústria e Comércio Exterior (MDIC); IV) CNPq; V) Anatel; VI) provedores de infra-estrutura de telecomunicações; VII) provedores de acesso e serviço de internet; VIII) indústria de informática e software; IX) comunidade acadêmica; X) comunidade empresarial; XI) comunidade de usuários do serviço de internet; e XII)comunidade educacional. Esta modificação criou ainda regimes diferentes de mandatos, estabelecendo uma duração três anos para a representação do setor público e dos representantes de infra-estrutura de telecomunicações e dois anos para os demais.
Entre 1995 a 2003, os atos normativos relacionados ao funcionamento do CGI.br e designação de seus membros eram editados conjuntamente pelo MCT e MC na forma de Portarias Interministeriais publicadas no D.O.U. Esse modelo sofreu uma significativa modificação em 2003 a partir do início da participação do Casa Civil da Presidência da República neste processo. Nesse sentido, em 2 de abril de 2003 foi editada a Portaria Interministerial nº 739 pelos Ministros de Estado da Casa Civil, Ciência e Tecnologia e Comunicações. Este norma ampliou o número de assentos, os quais passaram de 12 para 17. Além disso, a Casa Civil passou a participar também da designação dos membros do colegiado. Deste modo, a composição passou ser: I) MCT; II) Casa Civil da Presidência da República; III) Ministério do Planejamento, Orçamento e Gestão (MPOG); IV) MC; V) Anatel; VI) MDIC; VII) CNPq; VIII) provedores de infra-estrutura de telecomunicações; IX) provedores de acesso e serviço Internet; X) indústria de informática e software; XI) comunidade educacional e cultural; XII) comunidade acadêmica; XIII) comunidade empresarial; XIV) comunidade de usuários do serviço internet; XV) terceiro setor; XVI) trabalhadores da área de tecnologia de informação; XVII) Fórum Nacional de Secretários Estaduais para Assuntos de Ciência e Tecnologia. Quanto a duração do mandato, os representantes de I a VII passaram a ter mandatos de três anos, enquanto os demais teriam mandatos de dois anos.
Embora profunda, a modificação trazida pela Portaria Interministerial nº 739 durou por pouco tempo, pois apenas 5 meses depois o Decreto Federal nº 4.829 foi editado. Atualmente, o modelo estabelecido pelo decreto permanece em vigor.

### Estrutura Atual
O CGI.br é atualmente composto por 21 membros, designados mediante portaria interministerial do Ministro de Estado Chefe da Casa Civil e do Ministro de Estado da Ciência, Tecnologia, Inovação e Comunicação. De acordo com o art. 2º do Decreto Federal nº 4.829, de 3 de setembro de 2003, a composição dividida em quatro setores: a) setor público; b) setor empresarial; c) terceiro setor; d) comunidade científica e tecnológica.
Desde a publicação da Medida Provisória nº 782, de 31 de maio de 2017, posteriormente convertida na Lei Federal nº 13.502, de 1º de novembro de 2017, houve uma fusão entre o Ministério da Comunicação e o Ministério da Ciência e Tecnologia, a qual originou o Ministério da Ciência, Tecnologia, Inovações e Comunicações (MCTIC). Assim, embora o Decreto Federal nº 4.829 não tenha sido atualizado após a medida provisória, na prática houve uma concentração da representação do MCTIC. Nesse sentido, as representações atualmente são da seguinte maneira:

#### Representação do Setor Público
O decreto atribuiu nove representantes para o setor público, sendo oito deles ligados à administração pública federal e um designado por entidade representativa das administrações públicas estaduais na área. O decreto manteve a sistemática de conferir a coordenação do CGI.br ao representante do MCT. Quanto às vagas da administração pública federal, o decreto não estabelece expressamente duração do mandato, sendo indicados pelos órgãos e entidades e nomeados por Portaria Interministerial dos Ministros de Estado da Casa Civil e da Ciência, Tecnologia, Inovação e Comunicações.
Quanto à vaga das administrações públicas estaduais, o decreto atribuiu a escolha dos representantes ao Fórum Nacional de Secretários Estaduais para Assuntos de Ciência e Tecnologia, que é a instância máxima de deliberação do Conselho Nacional de Secretários Estaduais para Assuntos de Ciência e Tecnologia - CONSECTI. O mandato do representante do CONSECTI terá duração de três anos, permitida a recondução.
Todas estas vagas são compostas por titulares e seus respectivos suplentes. Deste modo, a representatividade do setor público está assim organizada:
1. Ministério da Ciência e Tecnologia, responsável pela coordenação do colegiado;
2. Casa Civil da Presidência da República;
3. Ministério das Comunicações;
4. Ministério da Defesa;
5. Ministério do Desenvolvimento, Indústria e Comércio Exterior;
6. Agência Nacional de Telecomunicações;
7. Ministério do Planejamento, Orçamento e Gestão;
8. Conselho Nacional de Desenvolvimento Científico e Tecnológico;
9. Fórum Nacional de Secretários Estaduais para Assuntos de Ciência e Tecnologia.

#### Representação do Setor Empresarial
O decreto atribuiu quatro represantes para o setor empresarial, separando-o em quatro segmentos. O titular e suplente de cada vaga é escolhido mediante eleição, por votação não-secreta, em colégios eleitorais compostos por cada segmento. O mandato dos representantes do setor empresarial é de três anos, permitida a reeleição. Assim, estes são os segmentos representados no colegiado:
1. Provedores de acesso e conteúdo da Internet;
2. Provedores de infra-estrutura de telecomunicações;
3. Indústria de bens de informática, de bens de telecomunicações e de software;
4. Setor empresarial usuário.

#### Representação do Terceiro Setor
O decreto atribuiu quatro representantes para o terceiro setor, sem separação em segmentos. O titular e suplente de cada vaga é escolhido mediante eleição, por votação não-secreta, em colégios eleitorais compostos pelos representantes legais de entidades do setor. O mandato dos representantes do terceiro setor é de três anos, permitida a reeleição.

#### Representação da Comunidade Científica e Tecnológica
O decreto atribuiu três representantes para a comunidade científica e tecnológica, sem separação em segmentos. O titular e suplente de cada vaga é escolhido mediante eleição, por votação não-secreta, em colégios eleitorais compostos pelos representantes legais de entidades do setor. O mandato dos representantes do terceiro setor é de três anos, permitida a reeleição.

#### Representante de Notório Saber em Assuntos de Internet
O decreto previu a existência de uma vaga para um representante de notório saber em assuntos de internet. O representante desta vaga é diretamente indicado pelo Ministério de Ciência, Tecnologia, Inovação e Comunicação e nomeado por portaria interministerial. Esta vaga possui mandato de três anos, permitida a recondução. Ao contrário das demais casos, o representante de notório saber em assuntos de internet não possui suplente.

## Comissões de Trabalho
Existem comissões de trabalho dentro do CGI.br. São grupos focados em situações específicas. Dentre as comissões, destacam-se:
- CT-Spam
- CT-Indicadores

### CT-Spam
Nos últimos anos tem sido crescente a quantidade de Spam circulando na internet, bem como o número de ataques direcionados a usuários de internet. Estes ataques, em grande parte das vezes, objetivam a utilização em massa de máquinas de usuários para envio de Spam, tanto de conteúdo não solicitado quanto aos relacionados com fraudes.
Para propor uma estratégia nacional visando combater o problema e articular um conjunto de ações que possa mobilizar os diversos atores relevantes envolvidos no tratamento desse problema, criou-se a Comissão de Trabalho Anti-Spam (CT-Spam) do Comitê Gestor da Internet no Brasil.

### CT-Indicadores
A sociedade da informação é hoje uma realidade inquestionável para uma parcela significativa da população brasileira. À medida que ela se desenvolve, cresce a preocupação do governo e de parcelas organizadas da sociedade civil em relação ao acesso às novas tecnologias da informação e da comunicação (TICs), consideradas atualmente um pressuposto para a participação democrática na sociedade.
Para a elaboração de políticas públicas que garantam esse acesso, assim como para acompanhar, monitorar e avaliar o impacto sócio-econômico das TICs, se faz necessária a coleta e divulgação de dados e indicadores confiáveis a respeito da disponibilidade, uso e penetração da internet no país.
O Comitê Gestor da Internet no Brasil, enquanto coordenador das iniciativas de serviços Internet no país, tem como uma de suas principais atribuições coletar e disseminar informações sobre os serviços internet. Esses dados e indicadores são fundamentais para medir o progresso do uso das TICs no Brasil, e também para permitir a comparabilidade da realidade brasileira com outros países.

## Controvérsias
Embora o Comitê Gestor da Internet no Brasil seja elogiado internacionalmente em virtude de seu modelo multissetorial, o colegiado também é objeto de controvérsias, as quais se baseiam em pontos como: a) ausência de lei para a sua criação; b) não observância de princípios jurídicos de direito administrativo brasileiro na relação entre NIC.br e CGI.br; c) ausência de transparência; d) insegurança jurídica na repartição de competências entre CGI.br, NIC.br, ANATEL e ministérios; e) problemas de representatividade dos setores participantes.

### Fiscalização pelo Tribunal de Contas da União
Em razão de representação realizada por sua Secretaria de Fiscalização de Desestatização e Regulação (Sefid), o Tribunal de Contas da União instaurou em 29 de agosto de 2001, o qual resultou no Acórdão 1164/2012, julgado pelo plenário do TCU em 16 de maio de 2012, sob relatoria do Ministro Raimundo Carreiro. Na decisão, contrariando o relatório técnico da Sefid e do Ministério Público de Contas, o TCU entendeu , em síntese, que:
- Não haveria como enquadrar os serviços de registro de nome de domínio e de atribuição de endereços IP como serviços de telecomunicações;
- Não haveria como enquadrar os serviços de administração da Internet como serviços públicos, pois não haveria lei neste sentido ou que conferisse ao Estado, em especial à União, a titularidade desta atividade;
- O CGI.br não possuiria personalidade jurídica e não deveria ser caracterizado como entidade privada. Seria apenas uma reunião de pessoas.